# Zajęcza Kępa
Zajęcza Kępa – wzgórze w polskiej części Gór Opawskich, w Sudetach Wschodnich, o wysokości 383 m n.p.m. Położone pod Chocimiem, na południe od Prudnika, na skraju Lesu Prudnickiego.

## Nazwa
Polska nazwa Zajęcza Kępa funkcjonowała nieoficjalnie wśród harcerzy z okolic Prudnika. Spopularyzował ją przewodnik turystyczny po Górach Opawskich autorstwa Marka Sitki. W starych niemieckich opracowaniach wzgórze nie posiadało nazwy, ponieważ było wówczas jedną z trzech kulminacji Kobylicy. W niektórych publikacjach wzgórze błędnie zaznaczone jako Zajęcza Kopa.

## Geografia
Wzgórze położone jest w północno-wschodniej części Gór Opawskich, na północnej ich krawędzi, na obszarze Parku Krajobrazowego Góry Opawskie, w Lesie Prudnickim, pomiędzy wsią Dębowiec i osadą Chocim, w odległości ok. 4 km na południowy zachód od centrum Prudnika.
Zajęcza Kępa jest oddzielona od Kobylicy czynną kopalnią szarogłazu. Wierzchołek porasta mała kępa lasu.

## Historia
W przeszłości Zajęcza Kępa stanowiła jedną z trzech kulminacji pobliskiej Kobylicy – była częścią jej północnego stoku. Po II wojnie światowej w miejscu środkowej kulminacji powstał kamieniołom, przez co Kobylica została podzielona na dwie części. W ten sposób Zajęcza Kępa stała się oddzielnym wzgórzem.
Na przełomie XIX i XX wieku w Prudniku gimnazjaliści założyli oddział organizacji Wędrownych Ptaków. Hrabia von Choltitz, właściciel zamku w Łące Prudnickiej podarował im szałas w lesie na stokach Kobylicy. Prudnickie Wędrowne Ptaki organizowały w tych okolicach spotkania przy ognisku. Podczas walk w czasie I wojny światowej zginęło 26 członków prudnickich Wędrownych Ptaków. Organizacja postawiła na dzisiejszej Zajęczej Kępie, w miejscu skąd rozciągał się rozległy widok, pomnik w kształcie piramidy z wizerunkiem ptaka w locie (znak organizacji) poświęcony kolegom, którzy zginęli w I wojnie światowej. Na pomniku znajdował się napis: Groby są szczytami gór odległego, nowego świata (niem. Gräber sind die Bergspitzen einer fernen, neuen Welt), natomiast z tyłu umieszczono napis (tłum.): Naszym poległym braciom! Prudnickie Wędrowne Ptaki. Pomnik Wędrownych Ptaków na Zajęczej Kępie stał jeszcze w 1976, następnie został rozebrany.
W 1979 prudnickie koło Polskiego Towarzystwa Turystyczno-Krajoznawczego wyznaczyło na Zajęczej Kępie metę dziecięcego Rajdu Maluchów. Z czasem, ze względu na pobliski kamieniołom, metę przeniesiono na hipodrom w Chocimiu.